# Боровце
Боровце (словац. Borovce) — село и одноимённая община в районе Пьештяни Трнавского края Словакии. В письменных источниках начинает упоминаться с 1262 года.

## География
Село расположено в центральной части края, при автодороге 504. Абсолютная высота — 163 метров над уровнем моря. Площадь муниципалитета составляет 10,88 км².

## Население
По данным последней официальной переписи 2011 года, численность населения селa составляла 991 человек.
Динамика численности населения общины по годам:
| Год:                | 1994 | 2004    | 2014    | 2024     |
| ------------------- | ---- | ------- | ------- | -------- |
| Количество человек: | 853  | 913     | 1002    | 1211     |
| Разница:            |      | +7,03 % | +9,74 % | +20,85 % |